# Băieții răi 2
The Bad Guys 2 este un film american de animație de comedie cu jafuri, vag bazat pe seria de cărți pentru copii The Bad Guys de Aaron Blabey, produs de Dreamworks Animation și distribuit de Universal Pictures. Fiind o continuare a filmului The Bad Guys (2022), este regizat de Pierre Perifel și coregizat de JP Sans, după un scenariu de Christina Hodson. În distribuție sunt Sam Rockwell, Marc Maron, Craig Robinson, Anthony Ramos, Awkwafina, Zazie Beetz, Richard Ayoade, Lilly Singh și Alex Borstein, reluându-și rolurile din primul film, iar Danielle Brooks, Maria Bakalova și Natasha Lyonne li se alătură distribuției. În film, „The Bad Guys” ies din pensie și își unesc forțele cu o echipă de criminali formată exclusiv din femei pentru a comite un ultim jaf.
Perifel a declarat că i-ar plăcea să facă o continuare la The Bad Guys în martie 2022, înainte de lansarea primului film. Doi ani mai târziu, DreamWorks Animation a anunțat o continuare, cu Perifel și distribuția vocală revenind, în timp ce Sans urma să fie coregizor. Lyonne s-a alăturat distribuției în iulie 2024, iar implicarea lui Brooks și Bakalova a fost anunțată în noiembrie. Daniel Pemberton va compune coloana sonoră, revenind din filmul anterior. Lansarea filmului The Bad Guys 2 este programată pentru 1 august 2025 în Statele Unite.

## Rezumat
„Băieții răi 2 urmărește o gașcă de criminali excentrici, formați din bandiți care se luptă să găsească încredere și acceptare în noua lor viață de Băieți Buni. Cu toate acestea, sunt scoși din pensie și forțați să facă „o ultimă treabă” de către o echipă formată exclusiv din femei, criminale”—Deadline

## Distribuție vocală
- Sam Rockwell în rolul domnului Wolf, un lup care este liderul Bad Guys
- Marc Maron în rolul domnului Snake, un șarpe care este cel mai bun prieten al domnului Wolf și al doilea comandant al răilor.
- Craig Robinson în rolul domnului Rechin, un mare rechin alb care este maestrul deghizării celor răi
- Anthony Ramos în rolul domnului Piranha, o piranha care este mușchii răilor
- Awkwafina în rolul doamnei Tarantula „Webs”, o tarantulă care este hackerul celor răi
- Danielle Brooks în rolul lui Kitty Kat, o leopardă de zăpadă și lidera Fetelor Rele[‡ 1]
- Natasha Lyonne în rolul lui „Doom” / Susan, o corbă, membră a grupului Bad Girls și iubita lui Snake[‡ 1]
- Maria Bakalova în rolul lui Pigtail Petrova, un mistreț și membră a grupului Bad Girls[‡ 1]
- Zazie Beetz în rolul guvernatoarei Diane Foxington, o vulpe roșie, guvernatoare de stat și iubita lui Wolf, care anterior a funcționat sub numele de Crimson Paw[5]
- Richard Ayoade în rolul profesorului Marmalade, un cobai ticălos care a fost învins anterior de răufăcători[6]
- Lilly Singh în rolul lui Tiffany Fluffit, o reporteră de știri umană
- Alex Borstein în rolul lui Misty Luggins, șefa poliției, care a fost promovată la funcția de comisar de poliție și care încă nutrește neîncredere față de răufăcători[‡ 1]
- Katherine Ryan în rolul lui Maureen, secretara lui Diane[7]

În plus, Jorge R. Gutierrez a fost distribuit într-un rol cameo cu vocea sa, al cărui rol nu a fost dezvăluit.

## Producție

### Dezvoltarea filmului
În martie 2022, cu o lună înainte de lansarea filmului The Bad Guys, regizorul Pierre Perifel a declarat că i-ar plăcea foarte mult să facă o continuare. Pe 26 martie 2024, DreamWorks Animation a confirmat o continuare, Perifel revenind la regie, iar JP Sans, care a fost șef al departamentului de animație a personajelor la filmul anterior, fiind co-regizat. Sam Rockwell, Marc Maron, Awkwafina, Craig Robinson, Anthony Ramos, Richard Ayoade, Zazie Beetz, Alex Borstein și Lilly Singh își reiau rolurile din filmul anterior. Daniel Pemberton revine și el pentru a compune coloana sonoră. Pe 13 iulie 2024, s-a anunțat că Natasha Lyonne a fost distribuită în continuare.Danielle Brooks și Maria Bakalova au fost anunțate ca fiind distribuite în continuare în noiembrie.

### Animația
Pe 6 octombrie 2023 s-a dezvăluit că filmul, neanunțat atunci, va fi animat de Sony Pictures Imageworks . Imageworks va opera ca studio partener cu DreamWorks, utilizând un „model de producție mixt”. Preproducția va fi realizată intern la DreamWorks, împreună cu aproximativ 50% din construcția materialelor și o oră de producție, în timp ce Imageworks se va ocupa de celelalte 50% din construcția materialelor și 20 de minute de producție a cadrelor. Toată animația a fost finalizată până la 7 mai 2025.

## Marketing
Primul trailer al filmului, inspirat din piesa „Bad Guy” a lui Billie Eilish, a fost lansat pe 21 noiembrie 2024 și a fost ulterior atașat la lansarea în cinematografe a filmului Wicked (2024).

## Lansare
The Bad Guys 2 este programat să fie lansat în cinematografe pe 1 august 2025. Pe lângă lansarea în cinematografe și ca parte a unui acord pe termen lung cu Netflix pentru filmele de animație ale Universal, filmul va fi difuzat pe Peacock în primele patru luni ale perioadei de difuzare a televiziunii cu plată, înainte de a trece pe Netflix pentru următoarele 10 luni și de a reveni pe Peacock pentru celelalte patru luni.

## Planuri viitoare
În iunie 2025, cu două luni înainte de lansarea în cinematografe a filmului The Bad Guys 2, regizorii Perifel și Sans au dezvăluit într-un interviu acordat Collider că plănuiau un al treilea film.